# Mestre de Arruda dos Vinhos

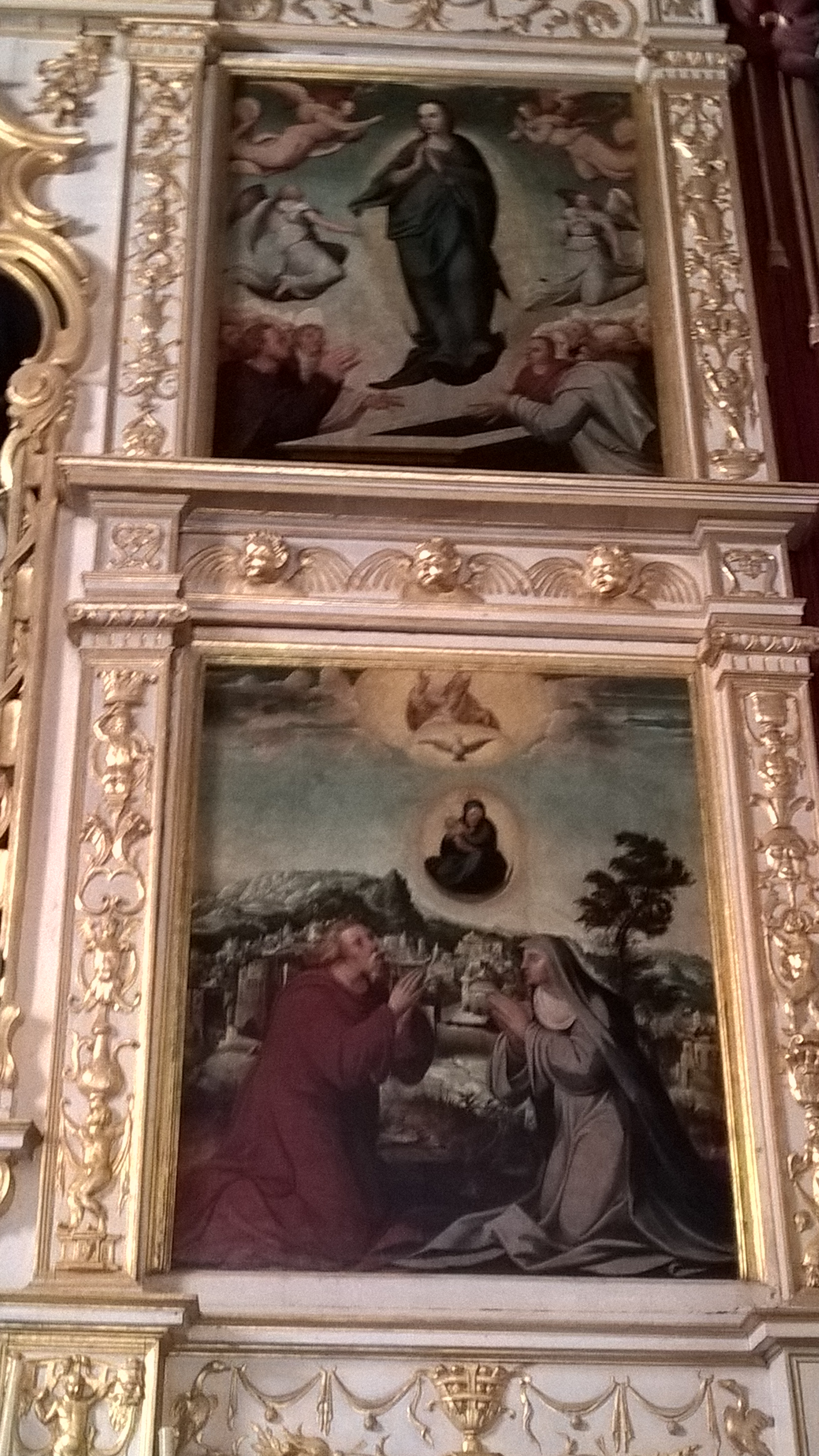
Assunção da Virgem e Encontro de Santa Ana e São Joaquim (cerca 1550-60), presumivelmente do Mestre de Arruda dos Vinhos, no Retábulo do Altar-mor da Igreja Matriz da Ponta do Sol, na ilha da Madeira.

O Mestre de Arruda dos Vinhos, assim designado por se desconhecer a sua verdadeira identidade, foi um pintor do século XVI de excelente qualidade pictórica e um singular estilo segundo o historiador de arte Vítor Serrão, sendo a sua produção documentada composta por cerca de trinta obras.
Registam-se pinturas da sua autoria na Igreja Matriz de Arruda dos Vinhos, na Igreja Matriz de Nossa Senhora da Assunção (Cascais), na Capela do Corpo Santo (Funchal), Igreja de Nossa Senhora da Luz (Ponta do Sol) (Madeira), Igreja Matriz de Santa Cruz (Santa Cruz da Graciosa) e no Hospital da Luz (Carnide).
A análise da sua obra pictural, designadamente organização compositiva, tipos e formas do desenho, permitem situar este artista lisboeta em meados de quinhentos, cuja identidade poderá vir a revelar-se ser a de Cristóvão Lopes, filho de Gregório Lopes, sendo ainda apontados, sem nenhuma resposta definitiva, outros pintores como Cristóvão de Utrecht, Cristóvão de Figueiredo ou Brás Gonçalves para a identificação deste pintor.
Deste pintor português quinhentista estão a ornar a capela-mor da Igreja Matriz de Arruda dos Vinhos (Paroquial de Nossa Senhora da Salvação) sete tábuas: Sant’Ana e S. Joaquim, Visitação, Morte da Virgem, Coroação da Virgem, S. João Baptista, S. Pedro e uma sétima junto ao baptistério, a Assunção da Virgem.

## Enquadramento
Em meados do século XVI a pintura portuguesa regista uma alteração profunda dos seus principais executantes. Na década de 1540 desaparecem quase todos os grandes pintores anteriores como Jorge Afonso que morre em 1540 e talvez já não pintasse há muito tempo, Cristóvão de Figueiredo é referido pela última vez nesse mesmo ano, Gregório Lopes falece em 1550, mas a última obra que dele se conhecemos é o Tríptico do Bom Jesus de Valverde de 1544-45, e Vasco Fernandes desaparece provavelmente em 1545.
Antes da chegada de pintores com formação directa italiana, que acontecerá por volta dos anos de 1560, os mais importantes pintores portugueses em actividade são Diogo de Contreiras e Garcia Fernandes pois este último deve ter continuado a pintar, mas desconhecendo-se até quando. A par destes mestres, aparecem outros cujo italianismo é cada vez mais evidente como o desconhecido pintor “Mestre de Arruda dos Vinhos”, autor do desmembrado Políptico da Igreja Matriz desta vila e de outras pinturas.
Tendo evoluído a partir de mestres portugueses, muito ligado ao estilo de Diogo de Contreiras, se bem que com inferior qualidade, e composições que evocam os modelos dos Mestres de Ferreirim, o Mestre de Arruda dos Vinhos caracteriza-se, segundo o historiador de arte Joaquim O. Caetano, pelo tratamento plástico dos panejamentos colados aos corpos ou em pregas curvas criando linhas sinuosas e sensuais que demarcam as sombras com suavidade, o mesmo gosto pela utilização de arquitectura renascentista, um alteamento das figuras de primeiro plano, já fortemente maneirista e um colorido de forte sentido decorativo, ainda que algo limitado na paleta.

## Obras
- Políptico do Altar-mor da Matriz da Ponta do Sol (c. 1550), na Igreja de Nossa Senhora da Luz (Ponta do Sol)
- Políptico da Matriz de Arruda dos Vinhos (maneirista) (c. 1550), na Igreja de Nossa Senhora da Salvação (Arruda dos Vinhos)
- Políptico da Matriz de Santa Cruz da Graciosa (c. 1550-1560), na Igreja Matriz de Santa Cruz (Santa Cruz da Graciosa)